# Moeda privada

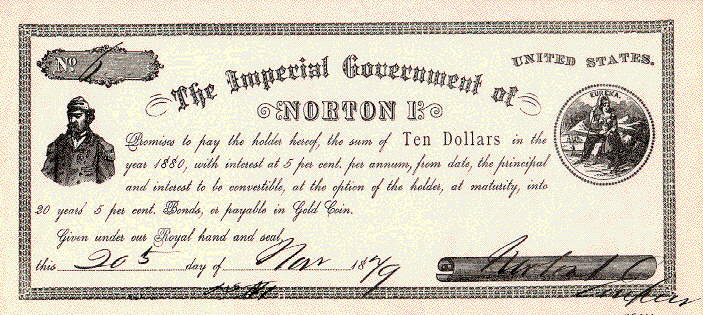
Nota de 10 dólares emitida pelo governo de Norton I, Imperador dos Estados Unidos.

Moeda privada é uma moeda emitida por uma entidade privada, seja ela uma pessoa física, jurídica ou entidades sem fins lucrativos. Muitas vezes, é contrastada com moeda fiduciária emitida por governos ou bancos centrais. Em muitos países, a emissão de moedas privadas é severamente restringida por lei.
Hoje, existem mais de quatro mil moedas privadas em mais de 35 países. Estes incluem transações comerciais na forma de escambo que usam créditos e unidades de troca, trocas privadas de ouro, prata, papel-moeda local; sistemas informatizados de crédito e débito e criptomoedas em circulação, como a DGC (digital gold currency - "moeda digital de ouro").

## Criptografia e moedas digitais

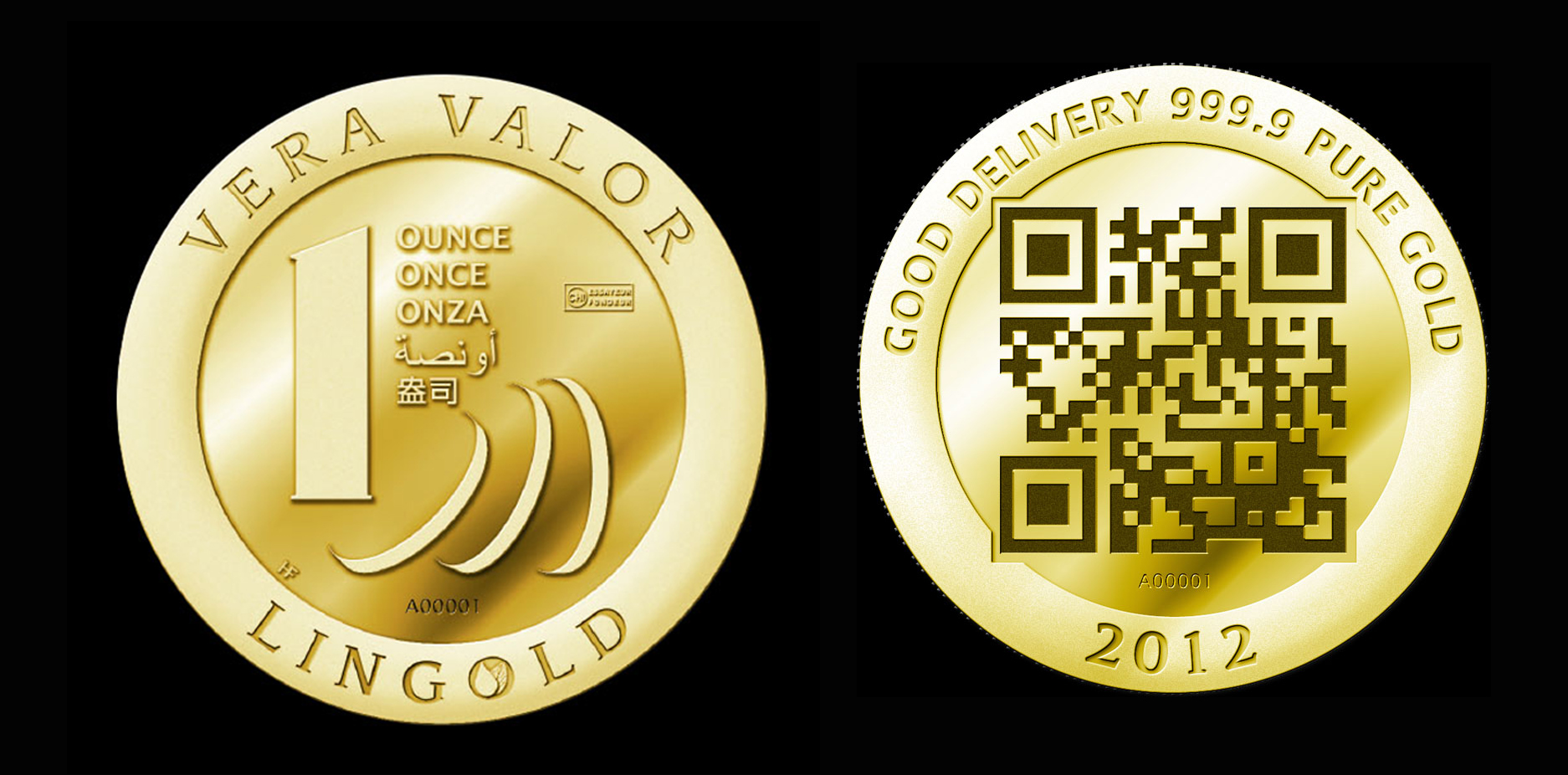
Vera valor: exemplo de DGC (digital gold currency.